# Henriette de Verninac
Henriette de Verninac (née le 2 janvier 1782 et morte à Paris le 6 avril 1827) est la fille de Charles-François Delacroix, ministre des Affaires étrangères sous le Directoire, et épouse du diplomate Raymond de Verninac-Saint-Maur. Elle est connue comme le sujet d'un portrait de Jacques-Louis David.

## Biographie

### Jeunesse
Henriette Delacroix est née en 1782. Elle est la fille de Charles-François Delacroix (ou Lacroix), ministre des Affaires étrangères sous le Directoire, dont elle est la deuxième de quatre enfants. Son frère aîné Charles est général pendant le Premier Empire et son plus jeune frère est le peintre Eugène Delacroix (1798–1863), né seize ans après elle.

### Mariage
Le 1er décembre 1797, Henriette épouse Raymond de Verninac-Saint-Maur (1762-1822). Il est l'un des trois commissaires délégués pour régler l'annexion d'Avignon en 1791. Raymond de Verninac est ambassadeur en Suède de 1792 à 1793, date à laquelle Louis XVI est exécuté et les relations rompues. De 1795 à 1797, il est ambassadeur auprès du sultan Selim III.

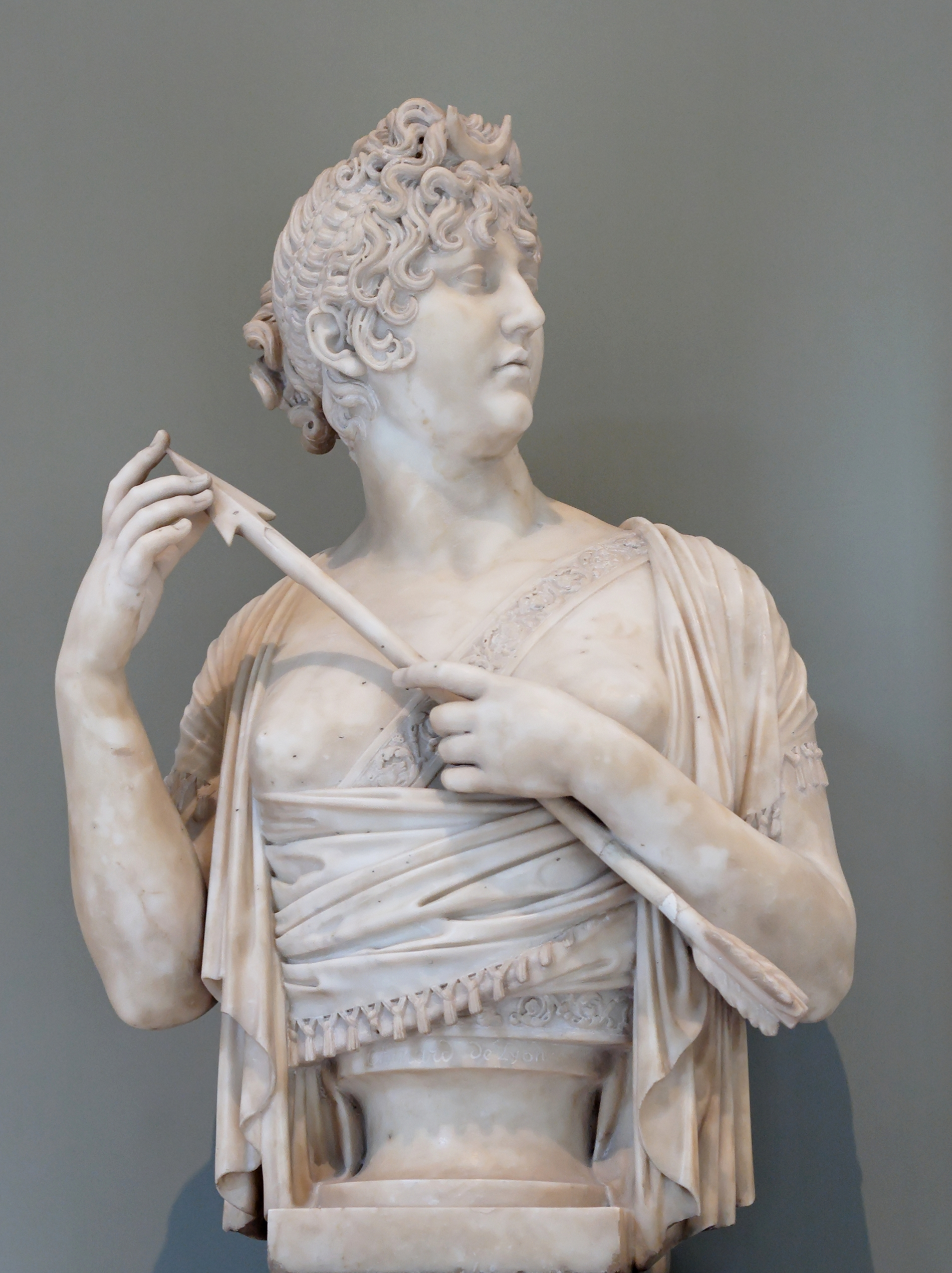
Madame de Verninac comme Diane chasseresse, par Joseph Chinard

Sous le Consulat (1799-1804) Verninac est préfet du département du Rhône et les Verninac s'installent à Lyon. Jacques-Louis David peint un portrait d'elle en 1799. La peinture sensuelle de style néo-classique représente Henriette dans le costume classique populaire sous le Directoire,. En 1808, Joseph Chinard sculpte Henriette dans le rôle de Diane chasseresse préparant ses flèches. Ces deux œuvres sont aujourd'hui détenues par le Musée du Louvre.
De 1802 à 1805, Raymond de Verninac est représentant français en Suisse, après quoi il se retire du service diplomatique. Charles de Verninac est né à Paris le 19 novembre 1803, fils unique du couple. Le père d'Henriette est mort en novembre 1805. Son deuxième frère Henri est mort en 1807 à la bataille de Friedland. Lorsque sa mère, Victoire Oeben, est décédée en 1814, on découvre que le domaine familial est entièrement hypothéqué et que son avocat l'a volée. Au lieu de valoir 800 000 francs comme on le pensait, le domaine est endetté de 175 000 francs.
Le couple prend soin d'Eugène Delacroix en 1814 après le décès de leur mère. Delacroix rencontre son premier amour chez Henriette. Son portrait de la jeune Anglaise Elisabeth Salter est peint en 1817. Il s'attache à son neveu, Charles, qui n'a que cinq ans de moins que lui. Lorsque Charles vient à Paris pour faire ses études au Lycée Louis-le-Grand, Delacroix est son tuteur informel.

### Dernières années
Le mari d'Henriette meurt le 23 avril 1822. Le procès sur la succession de son père n'étant pas encore réglé, Henriette est ruinée et forcée de travailler pour survivre. Elle offre ses services à la maison d'éducation de la Légion d'honneur. Elle meurt à Paris en 1827. Delacroix devient propriétaire du tableau de David, qu'il garde pour le reste de sa vie.